# Rivière Saint-Pierre (Mirabel)
Pour les articles homonymes, voir Saint-Pierre et Rivière Saint-Pierre.
Ne doit pas être confondu avec Rivière Saint-Pierre (Mascouche) ou Rivière Saint-Pierre (rivière Rouge).
La rivière Saint-Pierre est un affluent de la rivière Mascouche, coulant dans le secteur "Saint-Janvier" de la ville de Mirabel, dans la région administrative Les Laurentides, au sud-est du Québec, au Canada.
Cette rivière traverse vers l'est une plaine agricole en contournant par le nord le village de Saint-Janvier.

## Géographie
La rivière Saint-Pierre prend sa source entre l'autoroute 15 et la route 117, du côté nord-ouest du village de Saint-Janvier. Cette source est située à :
- 5,9 km au nord-est de l'aérogare de l'aéroport de Mirabel ;
- 14,6 km au nord-ouest de la rivière des Mille Îles ;
- 6,6 km à l'ouest de la confluence de la rivière Saint-Pierre.

Parcours de la rivière
À partir sa source, la rivière Saint-Pierre coule sur 9,4 km, selon les segments suivants :
- 0,8 km vers le nord, jusqu'au pont de la route 117 ;
- 4,9 km vers l'est en formant un détour vers le nord, jusqu'à la route de la Côte Saint-Pierre ;
- 3,7 km vers le sud-est, jusqu'à la confluence de la rivière[1].

La confluence de la rivière Saint-Pierre se déverse sur la rive nord de la rivière Mascouche, soit à 0,8 km à l'ouest de la limite de la ville de Sainte-Thérèse-de-Blainville.

## Toponymie
Le toponyme rivière Saint-Pierre est d'origine chrétienne. Deux affluents de la rive nord de la rivière Mascouche sont désignés rivière Saint-Pierre.
Le toponyme rivière Saint-Pierre a été officialisé le 8 août 1977 à la Banque des noms de lieux de la Commission de toponymie du Québec.